# SN 2002lk
SN 2002lk – supernowa typu Ia odkryta 6 czerwca 2002 roku w galaktyce A160655+5528. W momencie odkrycia miała maksymalną jasność 18,30m.